# Atletiek op de Olympische Zomerspelen 2024 – 200 meter mannen
De 200 meter voor mannen op de Olympische Zomerspelen 2024 vond plaats van 5 tot en met 8 augustus in het Stade de France. 48 atleten streden om de opvolger te worden van Andre De Grasse uit Canada. Letsile Tebogo uit Botswana won het goud, gevolgd door Kenneth Bednarek uit Amerika die het zilver won, terwijl het brons voor Noah Lyles was, die voor de tweede keer de olympische bronzen medaille behaalde op de 200 m.

## Records
Voorafgaand aan het toernooi waren dit het wereldrecord en het olympisch record.
| Wereldrecord     | Jamaica Usain Bolt | 19,19 | Berlijn | 20 augustus 2009 |
| Olympisch record | Jamaica Usain Bolt | 19,30 | Peking  | 20 augustus 2008 |

## Resultaten
De volgende afkortingen worden gebruikt:
Q - Gekwalificeerd door eindplaats
q - Gekwalificeerd door eindtijd
PR - Persoonlijk record atleet
NR - Nationaal record van atleet
DNS - Niet gestart

### Series
De eerste drie atleten van elke serie plaatsten zich direct (Q) en van de overige atleten zijn de drie tijdsbesten geplaatst (q). 

#### Serie 1
| Rang | Baan | Naam              | Naam | Tijd         | Bijz. |
| ---- | ---- | ----------------- | ---- | ------------ | ----- |
| 1    | 4    | Joseph Fahnbulleh | LBR  | 20,20        | Q     |
| 2    | 9    | Eseosa Desalu     | ITA  | 20,26        | Q     |
| 3    | 3    | Wayde van Niekerk | RSA  | 20,42        | Q     |
| 4    | 7    | Ryan Zeze         | FRA  | 20,49        |       |
| 5    | 8    | Felix Svensson    | SUI  | 20,54 (,534) |       |
| 6    | 2    | Cheickna Traore   | CIV  | 20,54 (,536) |       |
| 7    | 5    | Calab Law         | AUS  | 20,75        |       |
| 8    | 6    | Albert Komański   | POL  | 20,77        |       |

#### Serie 2
| Rang | Baan | Naam             | Naam | Tijd  | Bijz. |
| ---- | ---- | ---------------- | ---- | ----- | ----- |
| 1    | 3    | Tarsis Orogot    | UGA  | 20,32 | Q     |
| 2    | 9    | Wanya McCoy      | BAH  | 20,35 | Q     |
| 3    | 6    | Renan Gallina    | BRA  | 20,41 | Q     |
| 4    | 7    | Andrew Hudson    | JAM  | 20,53 |       |
| 5    | 2    | Udodi Onwuzurike | NGR  | 20,55 |       |
| 6    | 8    | César Almirón    | PAR  | 20,87 |       |
| 7    | 4    | Tomáš Němejc     | CZE  | 21,03 |       |
|      | 5    | José González    | DOM  | DNS   |       |

#### Serie 3
| Rang | Baan | Naam                  | Naam | Tijd  | Bijz. |
| ---- | ---- | --------------------- | ---- | ----- | ----- |
| 1    | 3    | Letsile Tebogo        | BOT  | 20,10 | Q     |
| 2    | 4    | Makanakaishe Charamba | ZIM  | 20,27 | Q     |
| 3    | 8    | Filippo Tortu         | ITA  | 20,29 | Q     |
| 4    | 2    | Brendon Rodney        | CAN  | 20,30 | SB    |
| 5    | 5    | Timothé Mumenthaler   | SUI  | 20,63 |       |
| 6    | 7    | Koki Ueyama           | JPN  | 20,84 |       |
| 7    | 6    | Benjamin Richardson   | RSA  | 51,86 | INJ   |

#### Serie 4
| Rang | Baan | Naam             | Naam | Tijd  | Bijz. |
| ---- | ---- | ---------------- | ---- | ----- | ----- |
| 1    | 3    | Kenneth Bednarek | USA  | 19,96 | Q     |
| 2    | 5    | Alexander Ogando | DOM  | 20,04 | Q     |
| 3    | 2    | Joshua Hartmann  | GER  | 20,30 | Q     |
| 4    | 7    | Diego Pettorossi | ITA  | 20,63 |       |
| 5    | 4    | Shota Iizuka     | JPN  | 20,67 |       |
| 6    | 6    | Ondřej Macík     | CZE  | 21,04 |       |
|      | 8    | Zharnel Hughes   | GBR  | DNS   |       |

#### Serie 5
| Rang | Baan | Naam                 | Naam | Tijd  | Bijz. |
| ---- | ---- | -------------------- | ---- | ----- | ----- |
| 1    | 4    | Erriyon Knighton     | USA  | 19,99 | Q     |
| 2    | 3    | Tapiwanashe Makarawu | ZIM  | 20,07 | Q     |
| 3    | 7    | Shaun Maswanganyi    | RSA  | 20,20 | Q     |
| 4    | 2    | Aaron Brown          | CAN  | 20,36 |       |
| 5    | 9    | Ian Kerr             | BAH  | 20,53 |       |
| 6    | 6    | Pablo Mateo          | FRA  | 20,58 |       |
| 7    | 8    | Erik Erlandsson      | SWE  | 20,65 |       |
| 8    | 5    | Eduard Kubelík       | CZE  | 21,14 |       |

#### Serie 6
| Rang | Baan | Naam             | Naam | Tijd  | Bijz. |
| ---- | ---- | ---------------- | ---- | ----- | ----- |
| 1    | 6    | Noah Lyles       | USA  | 20,19 | Q     |
| 2    | 7    | Andre De Grasse  | CAN  | 20,30 | Q     |
| 3    | 4    | Towa Uzawa       | JPN  | 20,33 | Q     |
| 4    | 5    | Bryan Levell     | JAM  | 20,47 |       |
| 5    | 2    | Blessing Afrifah | ISR  | 20,78 |       |
| 6    | 8    | Chun-Han Yang    | TPE  | 20,83 |       |
| 7    | 3    | William Reais    | SUI  | 20,92 |       |

### Herkansingsronde

#### Herkansingsserie 1
| Rang | Baan | Naam                | Naam | Tijd  | Bijz. |
| ---- | ---- | ------------------- | ---- | ----- | ----- |
| 1    | 6    | Udodi Onwuzurike    | NGR  | 20,51 | Q     |
| 2    | 8    | Diego Pettorossi    | ITA  | 20,53 |       |
| 3    | 5    | Timothé Mumenthaler | SUI  | 20,67 |       |
| 4    | 7    | Shota Iizuka        | JPN  | 20,72 |       |
| 5    | 4    | Ondřej Macík        | CZE  | 21,14 |       |
|      | 3    | Cheickna Traore     | CIV  | DNS   |       |

#### Herkansingsserie 2
| Rang | Baan | Naam           | Naam | Tijd  | Bijz.     |
| ---- | ---- | -------------- | ---- | ----- | --------- |
| 1    | 4    | Brendon Rodney | CAN  | 20,42 | Q         |
| 2    | 5    | Bryan Levell   | JAM  | 20,47 | q         |
| 3    | 8    | Pablo Mateo    | FRA  | 20,57 |           |
| 4    | 6    | Koki Ueyama    | JPN  | 20,92 |           |
|      | 3    | César Almirón  | PAR  | DSQ   | TR 17.3.3 |
|      | 7    | Calab Law      | AUS  | DNS   |           |

#### Herkansingsserie 3
| Rang | Baan | Naam             | Naam | Tijd  | Bijz. |
| ---- | ---- | ---------------- | ---- | ----- | ----- |
| 1    | 7    | Ryan Zeze        | FRA  | 20,40 | Q     |
| 2    | 4    | Aaron Brown      | CAN  | 20,42 | q     |
| 3    | 6    | Chun-Han Yang    | TPE  | 20,73 |       |
| 4    | 3    | Blessing Afrifah | ISR  | 20,88 |       |
| 5    | 2    | Albert Komański  | POL  | 20,90 |       |
| 6    | 8    | Eduard Kubelík   | CZE  | 21,20 |       |
|      | 5    | William Reais    | SUI  | DNS   |       |

#### Herkansingsserie 4
| Rang | Baan | Naam                | Naam | Tijd  | Bijz. |
| ---- | ---- | ------------------- | ---- | ----- | ----- |
| 1    | 6    | Erik Erlandsson     | SWE  | 20,49 | Q, PB |
| 2    | 7    | Andrew Hudson       | JAM  | 20,55 |       |
| 3    | 8    | Ian Kerr            | BAH  | 20,60 |       |
| 4    | 5    | Felix Svensson      | SUI  | 20,65 |       |
| 5    | 3    | Tomáš Němejc        | CZE  | 20,84 |       |
|      | 4    | Benjamin Richardson | RSA  | DNS   |       |

### Halve finales
De eerste twee atleten van elke halve finale plaatsten zich direct (Q) en van de overige atleten zijn de twee tijdsbesten geplaatst (q) voor de finale. 

#### Halve finale 1
| Rang | Baan | Naam                   | Naam | Tijd  | Bijz. |
| ---- | ---- | ---------------------- | ---- | ----- | ----- |
| 1    | 7    | Kenneth Bednarek       | USA  | 20,00 | Q     |
| 2    | 8    | Alexander Ogando       | DOM  | 20,09 | Q     |
| 3    | 5    | Andre De Grasse        | CAN  | 20,41 |       |
| 4    | 4    | Shaun Maswanganyi      | RSA  | 20,42 |       |
| 5    | 9    | Wanya McCoy            | BAH  | 20,61 |       |
| 6    | 6    | Tarsis Gracious Orogot | UGA  | 20,64 |       |
| 7    | 3    | Ryan Zeze              | FRA  | 20,81 |       |
| 8    | 2    | Bryan Levell           | JAM  | 20,93 |       |

#### Halve finale 2
| Rang | Baan | Naam                  | Naam | Tijd  | Bijz. |
| ---- | ---- | --------------------- | ---- | ----- | ----- |
| 1    | 8    | Letsile Tebogo        | BOT  | 19,96 | Q     |
| 2    | 6    | Noah Lyles            | USA  | 20,08 | Q     |
| 3    | 4    | Makanakaishe Charamba | ZIM  | 20,31 | q     |
| 4    | 7    | Eseosa Fostine Desalu | ITA  | 20,37 |       |
| 5    | 5    | Joshua Hartmann       | GER  | 20,47 |       |
| 6    | 9    | Towa Uzawa            | JPN  | 20,54 |       |
| 7    | 3    | Aaron Brown           | CAN  | 20,57 |       |
| 8    | 2    | Erik Erlandsson       | SWE  | 20,93 |       |

#### Halve finale 3
| Rang | Baan | Naam                   | Naam | Tijd         | Bijz. |
| ---- | ---- | ---------------------- | ---- | ------------ | ----- |
| 1    | 8    | Erriyon Knighton       | USA  | 20,09        | Q     |
| 2    | 6    | Joseph Fahnbulleh      | LBR  | 20,12        | Q     |
| 3    | 7    | Tapiwanashe Makarawu   | ZIM  | 20,16        | q     |
| 4    | 5    | Filippo Tortu          | ITA  | 20,54        |       |
| 5    | 3    | Brendon Rodney         | CAN  | 20,59        |       |
| 6    | 9    | Renan Correa           | BRA  | 20,60        |       |
| 7    | 2    | Udodi Chudi Onwuzurike | NGR  | 20,72 (,717) |       |
| 7    | 4    | Wayde van Niekerk      | RSA  | 20,72 (,717) |       |

### Finale
| Rang   | Baan | Naam                  | Naam | Tijd  | Bijz.    |
| ------ | ---- | --------------------- | ---- | ----- | -------- |
| Goud   | 7    | Letsile Tebogo        | BOT  | 19,46 | AR       |
| Zilver | 8    | Kenneth Bednarek      | USA  | 19,62 |          |
| Brons  | 5    | Noah Lyles            | USA  | 19,70 | TR7.1[C] |
| 4      | 6    | Erriyon Knighton      | USA  | 19,99 |          |
| 5      | 4    | Alexander Ogando      | DOM  | 20,02 |          |
| 6      | 2    | Tapiwanashe Makarawu  | ZIM  | 20,10 |          |
| 7      | 9    | Joseph Fahnbulleh     | LBR  | 20,15 |          |
| 8      | 3    | Makanakaishe Charamba | ZIM  | 20,53 |          |

1900: John Tewksbury ·
1904: Archie Hahn ·
1908: Bobby Kerr ·
1912: Ralph Craig ·
1920: Allen Woodring ·
1924: Jackson Scholz ·
1928: Percy Williams ·
1932: Eddie Tolan ·
1936: Jesse Owens ·
1948: Mel Patton ·
1952: Andy Stanfield ·
1956: Bobby Morrow ·
1960: Livio Berruti ·
1964: Henry Carr ·
1968: Tommie Smith ·
1972: Valeri Borzov ·
1976: Don Quarrie ·
1980: Pietro Mennea ·
1984: Carl Lewis ·
1988: Joe DeLoach ·
1992: Mike Marsh ·
1996: Michael Johnson ·
2000: Konstantinos Kenteris ·
2004: Shawn Crawford ·
2008: Usain Bolt ·
2012: Usain Bolt ·
2016: Usain Bolt ·
2020: Andre De Grasse ·
2024: Letsile Tebogo